# Bănița, Hunedoara
Bănița este satul de reședință al comunei cu același nume din județul Hunedoara, Transilvania, România.

## Istoric
Pe teritoriul acestei localități se găsește cetatea geto-dacică Bănița (sec.I î.C. - 106 d.C.), datând din timpul lui Burebista, refăcuta sub regele Decebal și distrusă în timpul războaielor daco-romane. 
Fortificațiile cuprind construcții cu scop militar: ziduri de incintă, turnuri, platforme de luptă, val de apărare. Sarcina cetății era de a bloca accesul spre Sarmizegetusa Regia, dinspre sud. În incinta cetății a fost construit un turn de veghe, care înlesnea o observație satisfăcătoare a zonei. Au fost descoperite două ziduri, în stil murus dacicus, de mari dimensiuni.
Cetatea Bănița a fost inclusă pe lista patrimoniului cultural mondial UNESCO.

## Obiective turistice
- Rezervația naturală “Dealul și Peștera Bolii” (10 ha).